# Marcus Tineius Ovinius Castus Pulcher
 (décembre 2021).
Si vous disposez d'ouvrages ou d'articles de référence ou si vous connaissez des sites web de qualité traitant du thème abordé ici, merci de compléter l'article en donnant les références utiles à sa vérifiabilité et en les liant à la section « Notes et références ».
Marcus Tineius Ovinius Castus Pulcher (fl. ap. 274) était un homme politique de l'Empire romain.

## Vie
Fils de Lucius Clodius Tineius Pupienus Bassus et de sa femme Ovinia Paterna.
Il était consularis vir, consul suffect dans une année inconnue et pontife après 274.
Il fut le père de Ovinius Tineius Tarrutenius Nonius Atticus.